# Dos Fraye Vort
Dos Fraye Vort (O Mundo Livre; também escrito Dos Freie Vort) foi um jornal anarquista judaico de breve duração que circulou na cidade de Liverpool em 1898 editado por Rudolf Rocker.
Em 1898, Morris Jeger, um anarquista judeu de Liverpool e proprietário de uma pequena gráfica, persuadiu Rudolf Rocker e sua companheira Milly Witkop a se mudarem para a cidade depois que Rocker não conseguiu um emprego em Londres. Uma vez lá, Jeger convenceu também o anarquista nascido na Alemanha a editar o jornal Yiddish Dos Fraye Vort. Rocker inicialmente foi contra argumentando que ele sequer falava o idioma Yiddish, nem sabia muito sobre o movimento anarquista judaico na Inglaterra, ainda que tivesse passado algum tempo entre os judeus anarquistas em Whitechapel, Londres. Jeger se ofereceu para traduzir os artigos de Rocker do idioma alemão. Dos Fraye Vort consistia em não mais que quatro páginas e tinha uma circulação de apenas poucas centenas de cópias. Ele foi publicado na segunda metade de Julho de 1898 tornando-se o único periódico anarquista no idioma yiddish em circulação na Inglaterra, uma vez que o periódico londrino Arbeter Fraynd havia parado de circular por problemas financeiros. O jornal foi bem recebido pelos anarquistas judeus britânicos, mas Rocker não estava feliz, em parte porque Jeger estava modificando substancialmente às ideias contidas nos escritos de Rocker sem consultá-lo sobre tais modificações. Após apenas quatro ou cinco edições, Rocker recebeu um convite de Thomas Eyges, o secretário do comitê do jornal Arbeter Fraynd, que estava impressionado com o trabalho que Rocker havia feito no jornal de Liverpool, para que retornasse a Londres e se tornasse o editor do novo Arbeter Fraynd. Rocker não podia rejeitar. A última edição do Dos Fraye Vort, sua oitava, foi publicada no dia 17 de setembro de 1898.